# Calera (Messico)
Calera è una municipalità dello stato di Zacatecas, nel Messico centrale, il cui capoluogo è la località di Víctor Rosales.
Conta 39.917 abitanti (2010) e ha una estensione di 388,53 km².
La città deve il suo nome alla produzione di calce, determinante per la zona.